# Successione laziale-abruzzese
La Successione laziale-abruzzese è una successione sedimentaria dell'Appennino centrale che caratterizza i terreni carbonatici del dominio della Piattaforma Laziale Abruzzese. La piattaforma è delimitata ad ovest dal sovrascorrimento della linea Olevano-Antrodoco. Alcuni termini di transizione stratigrafica al bacino affiorano poco a sud di Artena e in prossimità di Rocca di Cave mentre a est la Piattaforma è delimitata dal lineamento Ortona-Roccamonfina. I settori settentrionali degradano progressivamente verso il bacino marchigiano-Abruzzese in corrispondenza del Gran Sasso d'Italia dove si ritrovano termini risedimentati dal margine produttivo nel corso del Mesozoico e Cenozoico. Il margine meridionale invece è sepolto al di sotto degli strati Pliocenici e Pleistocenici della Piana Pontina oltre la quale affiorano i termini bacinali del Monte Circeo. 
In diversi gruppi montuosi del Lazio e dell'Abruzzo, la successione è costituita da una alternanza di calcari/dolomie e calcari-dolomitici che può raggiungere una potenza complessiva variabile tra 4 e 5 km. I termini più antichi affiorano a Trevi nel Lazio e nei quadranti meridionali dei Monti Volsci tra Formia e Gaeta.  
Altri domini simili di piattaforma si rinvengono in Campania e in Sicilia.  

## Età e ambiente deposizionale
La successione si è depositata dal Triassico superiore fino al Miocene, in diversi ambienti carbonatici tropicali, prevalentemente di piattaforma che si sono susseguiti.
Entro i suoi livelli cretacei sui Monti Volsci sono state rinvenute impronte di dinosauri .
Ossa fossili di sauropode titanosauride, sono stati scoperti da rocce provenienti da un affioramento calcareo cretacico nella località Rocca di Cave, in provincia di Roma. 
I termini cenozoici, prevalentemente rappresentati dal Miocene sono generalmente discordanti sui terreni mesozoici di piattaforma.